# World Long Gone
«World Long Gone» es el segundo sencillo de la banda de metal alternativo Scars on Broadway, tomado de su álbum debut homónimo, lanzado en 2008. Fue escrito y producido por Daron Malakian.
La canción fue utilizada para un comercial televisivo del videojuego Rock Revolution.

## Video musical
El 5 de septiembre de 2008, Scars On Broadway lanzó un video musical para la canción a través de su sitio en MySpace y su sitio en Yahoo! el 8 de septiembre.
El video fue dirigido por Joel Schumacher y muestra a la banda en un desierto, llevando carteles de cartón con frases de protesta, tales como "Equality?" (¿Igualdad?) y "Freedom?" (¿Libertad?). 
Luego, Scars On Broadway comienza a tocar la canción cerca de una fogata, mientras se suman más personas con más carteles de protesta, y el video finaliza con la banda abandonando el desierto.

## Lista de canciones
| N.º | Título                    | Duración |  |
| 1.  | «World Long Gone» (Clean) | 3:16     |  |
| 2.  | «World Long Gone»         | 3:16     |  |

## Personal
- Daron Malakian: voz, guitarra, bajo, teclados, órgano, mellotron
- John Dolmayan: batería, percusión
- Franky Pérez:guitarra rítmica, coros
- Danny Shamoun: teclados, percusión
- Dominic Cifarelli: bajo